# Benzopyryliumsalze

Dibenzopyryliumperchlorat

Benzopyryliumsalze sind in der Chemie eine Gruppe cyclischer (ringförmiger) Oxoniumsalze. Sie leiten sich formal von Chromonen ab, in die man eine weitere Doppelbindung eingeführt hat.

## Synthese
Die Umsetzung von Grignard-Verbindungen mit Chromon und anschließende Hydrolyse liefert einen Alkohol. Dessen Reaktion mit starken Säuren liefert unter Wasserabspaltung Benzopyryliumsalze der verwendeten Säure. Aus Pyranen erhält man analog Pyryliumsalze.